# Jake 2.0
Jake 2.0 est une série télévisée américaine en seize épisodes de 45 minutes, créée par Silvio Horta et dont seulement douze épisodes ont été diffusés entre le 10 septembre et le 17 décembre 2003 sur le réseau UPN.
En France, la série a été diffusée à partir du 26 juin 2004 sur M6 dans le cadre de la Trilogie du samedi puis rediffusée à partir du 30 août 2004 sur Fun TV, dès le 5 novembre 2005 sur W9 et à partir du 24 février 2009 sur Série Club, en Suisse sur TSR1 et en Belgique sur RTL Plug.

## Synopsis
Jake Foley travaille à la maintenance informatique à la NSA. À la suite d'un accident dans un laboratoire de l'agence, il est contaminé par des nanites qui lui donnent une force surhumaine et la faculté d'interagir par la pensée avec tous les équipements informatiques. Doté de ses nouvelles capacités hors du commun, Jake est alors intégré dans une nouvelle équipe d'opérations spéciales et devient un vrai agent secret.

## Distribution

### Acteurs principaux
- Christopher Gorham (VF : Axel Kiener) : Jake Foley
- Philip Anthony-Rodriguez (en) (VF : Bruno Choël) : Kyle Duarte
- Marina Black (VF : Julie Dumas) : Sarah Carter
- Judith Scott (VF : Brigitte Bergès) : Louise « Lou » Beckett
- Keegan Connor Tracy (VF : Léa Gabriele) : Diane Hughes

### Acteurs récurrents
- Miranda Frigon (en) (VF : Mathilde Mottier) : Susan Carver
- Rachel Hayward (VF : Ève Lorach) : Valérie Warner
- Grace Park (VF : Fatiha Chriette) : Fran Yoshida
- Jim Byrnes (VF : Michel Paulin) : James Skerritt

### Invités
- Bai Ling : Mei Ling
- Tyler Labine : Seymour LaFortunata
- Matt Czuchry : Darin Metcalf
- Lee Majors : Richard Fox
- Laura Harris : Angela Hamilton-Wright
- Christopher Shyer : Abdul Tiranzi
- Lee Thompson Young : Prince Malik Namir
- Cameron Bancroft : Ben Wilton
- Missy Peregrym : fille au bar (épisode 7)

 Source et légende : version française (VF) sur RS Doublage

## Épisodes
1. Un agent très spécial (The Tech)
2. Au-delà de l'évidence (Training Day)
3. Le Devoir avant tout (Cater Waiter)
4. Surveillances rapprochées (Arms and the Girl)
5. Cyber-attaque (The Good, the Bad, and the Geeky)
6. Chasse à l'homme (Last Man Standing)
7. Jerry 2.0 (Jerry 2.0)
8. Confiance aveugle (Middleman)
9. La Meute des loups (Whiskey - Tango - Foxtrot)
10. Ennemis intimes (The Spy Who Really Liked Me)
11. Le Garde du corps (Prince and the Revolution)
12. Agent double (Double Agent)
13. Seul [1/2] (Blackout)
14. Seul [2/2] (Get Foley)
15. Mission : sauvetage (Dead Man Talking)
16. Dernière version (Upgrade)

## Commentaires
Le 6 novembre 2003, UPN commande une saison complète de 22 épisodes. La série devait initialement prendre une pause en janvier et revenir à l'horaire pour le mois des sondages de février, mais la production a été arrêté à la mi-janvier 2004, annulant la série en raison d'une audience insuffisante.